# 大阪市道赤川天王寺線

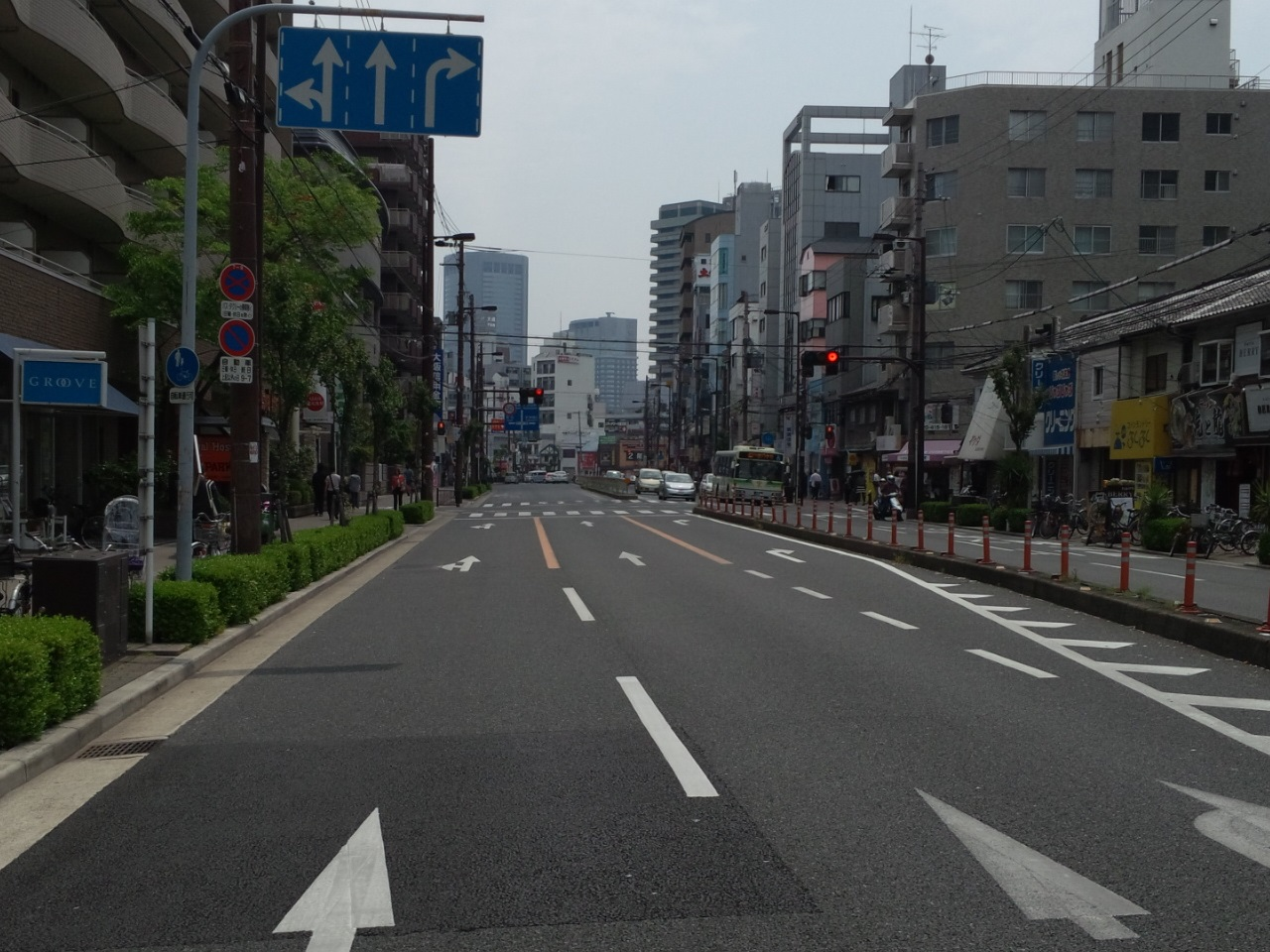
都島北通一交差点付近

大阪市道赤川天王寺線（おおさかしどうあかがわてんのうじせん）は、大阪府大阪市旭区から天王寺区に至る主要地方道である。
一部を路線が重複する土佐堀通を境に、南側は上町筋という愛称があるが、北側には具体的な愛称はない。
都島区東野田町～天王寺区五條宮前西はかつて主要地方道大阪和泉泉南線の一部だった。

## 概要
- 起点：赤川3交差点（大阪市道中津太子橋線＜城北公園通＞交点）
- 終点：北河堀交差点（国道25号・大阪府道28号大阪高石線交点）

## 接続する道路
| 接続する道路 西← 赤川天王寺線 →東                  | 接続する道路 西← 赤川天王寺線 →東    | 交差点       | 交差点 | 交差点   |
| -------------------------------------------------- | ------------------------------------ | ------------ | ------ | -------- |
| 市道中津太子橋線 ＜城北公園通＞                    | 市道中津太子橋線 ＜城北公園通＞      | 赤川3        | 大阪市 | 旭区     |
| 阪神高速12号守口線                                 | N/A                                  | 都島入口     | 大阪市 | 都島区   |
| 市道大阪環状線 ＜都島通＞                          | 市道大阪環状線 ＜都島通＞            | 都島本通※1   | 大阪市 | 都島区   |
| 国道1号・国道163号 ＜曽根崎通＞                    | 国道1号・国道163号                   | 東野田町※2   | 大阪市 | 都島区   |
| 府道168号石切大阪線 ＜土佐堀通＞                   | 府道168号石切大阪線 ＜土佐堀通＞     | 寝屋川橋東詰 | 大阪市 | 中央区   |
| 都計東野田河堀口線 ＜上町筋＞                      | 市道赤川天王寺線                     | 大手前       | 大阪市 | 中央区   |
| 市道本町左専道線 ＜本町通＞                        | 市道本町左専道線 ＜本町通＞          | 馬場町       | 大阪市 | 中央区   |
| 市道築港深江線 ＜中央大通＞                        | 市道築港深江線 ＜中央大通＞          | 法円坂※2     | 大阪市 | 中央区   |
| 阪神高速13号東大阪線 法円坂出入口                  | 市道築港深江線 ＜中央大通＞          | 法円坂※2     | 大阪市 | 中央区   |
| 国道308号 ＜長堀通＞                               | 国道308号 ＜長堀通＞                 | 上本町1      | 大阪市 | 天王寺区 |
| 府道702号大阪枚岡奈良線 ＜千日前通＞               | 府道702号大阪枚岡奈良線 ＜千日前通＞ | 上本町6※2    | 大阪市 | 天王寺区 |
| 市道四天王寺巽線                                   | 市道四天王寺巽線                     | 五條宮前西※1 | 大阪市 | 天王寺区 |
| 市道四天王寺巽線                                   | 市道四天王寺巽線 ＜勝山通＞          | 五條宮前     | 大阪市 | 天王寺区 |
| 国道25号（重複=国道165号）                         | 国道25号（重複=国道165号）           | 北河堀※2     | 大阪市 | 天王寺区 |
| 府道28号大阪高石線（天王寺バイパス接続、長居方面） |                                      |              |        |          |

特に車両渋滞が発生しやすい交差点 ※1時差式信号機・上下分離式信号機 ※2上下6車線以上の幹線道路と平面交差

## 交通量
| 調査地点                                                           | 平日昼間 | 休日昼間 | 平日24時間 | 休日24時間 |
| ------------------------------------------------------------------ | -------- | -------- | ---------- | ---------- |
| 都島郵便局前                                                       | 13,050   | 10,142   | 19,839     | 14,909     |
| 中央区上本町3                                                      | 17,808   | 11,985   | 27,068     | 17,544     |
| ※調査日：2005/10/16（休日）、2005/10/19（平日） ※昼間は7時から19時 |          |          |            |            |

## 沿線情報

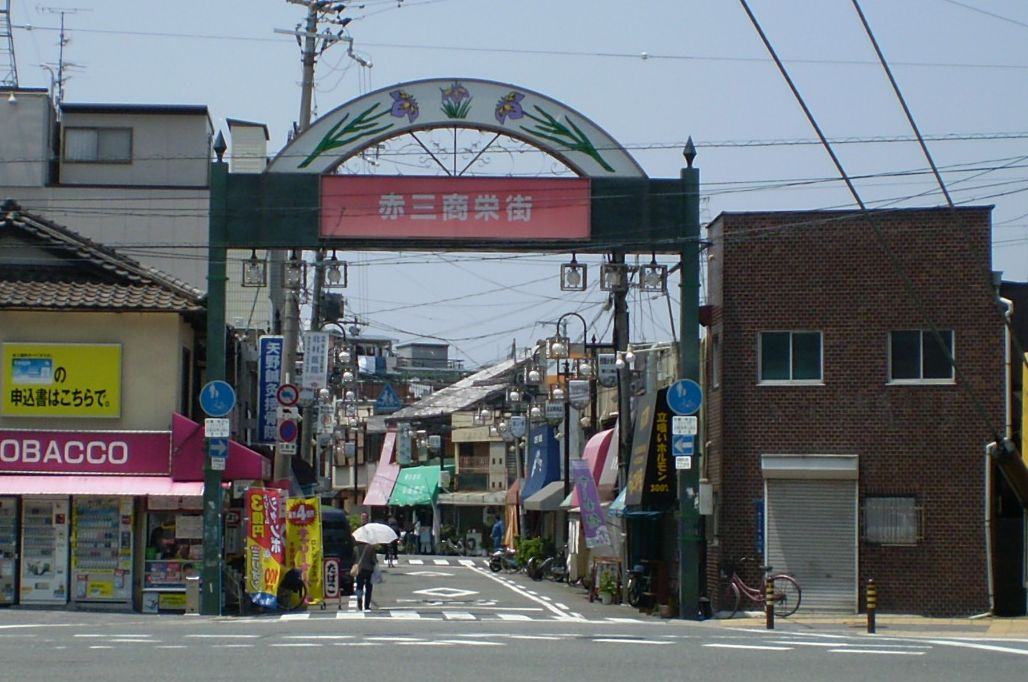
起点に位置する赤三商栄街

ここでは、道路に愛称のない旭区と都島区沿線のみ標記する。
- 赤三商栄街
- 北おおさか信用金庫赤川町支店
- 城北公園通駅 - おおさか東線
- ベルファ都島ショッピングセンター
- 洋服の青山大阪都島店
- 磯じまん
- ハタ鉱泉
- 大阪市立都島工業高等学校
- 都島駅 - Osaka Metro谷町線
- 大阪市消防局都島消防署
- 雪印乳業大阪工場跡（2001年閉鎖）
- 都島区役所
- 大阪市立東高等学校
- 太閤園
- 大阪城北詰駅 - JR東西線
- 寝屋川橋 - 寝屋川

## バス停留所
ここでは、道路に愛称のない赤川3丁目交差点-片町交差点間のみ標記する。
- 赤川三丁目
- 赤川一丁目
- 高倉町三丁目
- 高倉町二丁目
- 高倉町一丁目
- 地下鉄都島
- 都島中通
- 都島区役所前
- 東野田
- 片町